# Maiko
Maiko  (舞子, まいこ, マイコ, ad litteram „fată dansatoare”?) este numele dat ucenicelor gheișe din Kyoto și Osaka. La Tokio se numesc hangyoku (半玉, „jumătate de piatră prețioasă”) sau oshaku (雛妓). 

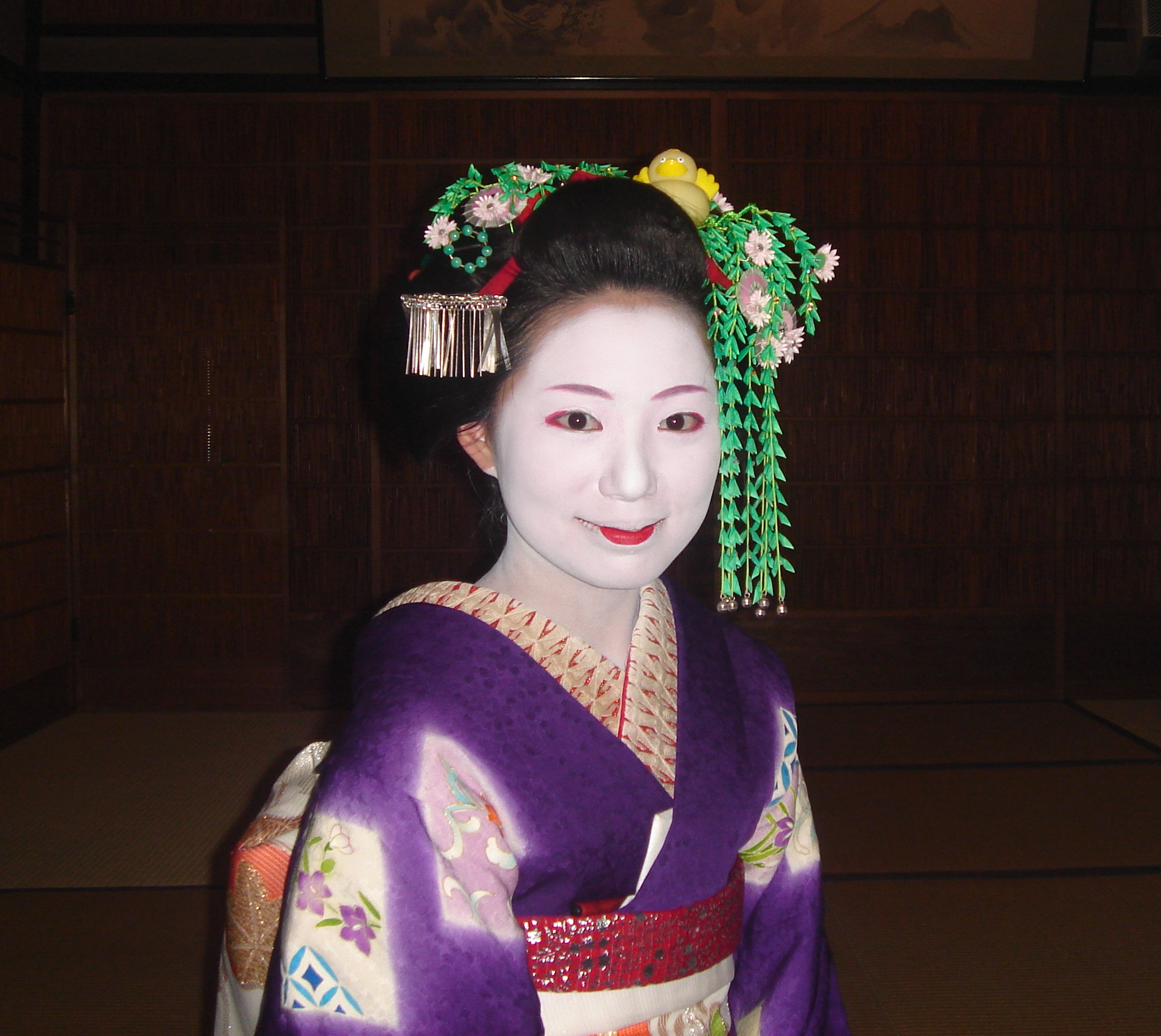
Maiko

Pot fi recunoscute datorită faptului că poartă kimono cu mâneci lungi și cu un brâu care atârnă (numit darari obi). Culorile kimonoului sunt mai vioaie decât ale gheișelor, au părul coafat în stil distinctiv, iar cînd ies afară poartă sandale cu talpa înaltă și rotunjită (numite pokkuri sau okobo).

## Galerie

Pokkuri
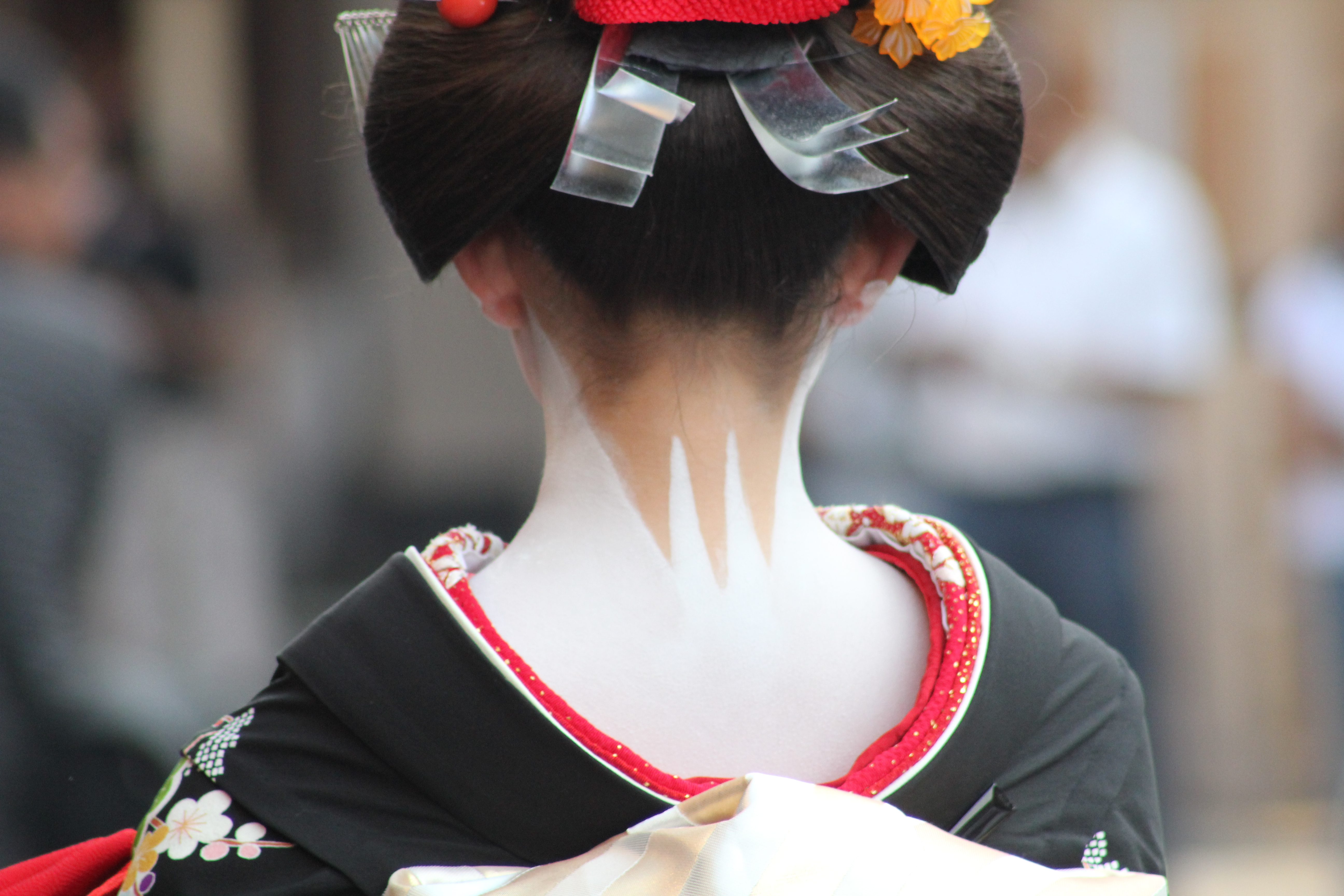
Machiajul unei maiko pe spate
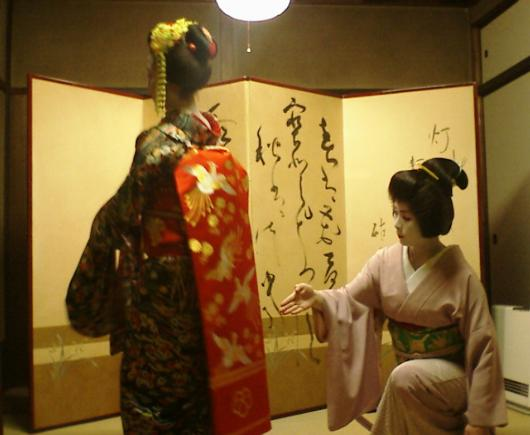
Darari obi roşu

În trecut, fetele care doreau să devină maiko începeau ucenicia cam la 13 ani și o continuau cam până la vârsta de 18 ani. Astăzi, ucenicia începe de obicei după ce fata a terminat învățământul obligatoriu de 9 ani, și durează mai puțin.